# Labuan
Labuan ligger i Malaysia, hvor det er hovedøen og den største ø i Federal Territory of Labuan, et føderalt territorium bestående af 7 mindre øer ud for Borneos nordkyst, der indgår som en del af den malaysiske føderation – kendt som Malaysia.
Udover Labuan Island på 75 km² udgøres territoriet af seks mindre øer (Pulau Burung, Pulau Daat, Pulau Kuraman, Pulau Papan, Pulau Rusukan Kecil og Pulau Rusukan Besar – pulau = ø). Øerne, der tilsammen har et areal på 92 km² ligger omkring 8 km fra kysten ud for delstaten Sabah nær det uafhængige sultan-stat Brunei Darussalam i den nordlige del af Brunei Bay og ud mod Det Sydkinesiske Hav (South China Sea). Labuan Island er relativ flad med bakker, der ikke overstiger 85 meters højde. Over 70% af øen er fortsat dækket af bevoksning. Havnebyen Bandar Labuan (tidligere benævnt Victoria), der ligger ud til Brunei Bay, er den største og mest betydningsfulde by.
Indtil 1846 var Labuan en del af sultanatet Brunei, hvorefter det indgik som en del af den britiske kronkoloni British North Borneo og blev selvstændigt sammen med resten af Malaysia. I 1984 fik Labuan status som føderalt territorium og i 1990 fik det en frihandelsstatus (free trade zone) som del af en frihandelscentrum, der blev etableret på Labuan.
5°19′N 115°12′Ø / 5.317°N 115.200°Ø
|  | Infoboks uden skabelon Denne artikel har en infoboks dannet af en tabel eller tilsvarende. |